# Papa Gregorio I
Gregorio I, detto papa Gregorio Magno ovvero il Grande (Roma, 540 circa – Roma, 12 marzo 604), è stato il 64º vescovo di Roma e papa della Chiesa cattolica dal 3 settembre 590 fino alla sua morte. Nella Chiesa cattolica è considerato un dottore della Chiesa e santo. Le Chiese ortodosse lo venerano come santo.

## Biografia

### Famiglia e origine
Gregorio nacque a Roma attorno al 540 da una famiglia appartenente all’aristocrazia, composta di soli patrizi, la Gens Anicia. Il padre, Gordiano, sembrerebbe aver ricoperto la carica di regionarius, ossia un funzionario preposto all’ordine pubblico. La madre, di nome Silvia, era forse di origine siciliana e si ritirò nel monastero di Cella Nova a seguito della decisione di Gregorio di trasformare la casa paterna in un cenobio. La famiglia era agiata, con possedimenti a Roma e in Sicilia, e vantava antenati illustri: lo stesso Gregorio indicò papa Felice III (483-492) come suo avo, e sono stati ipotizzati rapporti di parentela con papa Agapito, che tuttavia rimangono incerti. Nelle lettere del pontefice vengono citati almeno due fratelli, uno di nome Palatino, e un altro definito semplicemente germanus, entrambi molto probabilmente impegnati in funzioni pubbliche. Papa Gregorio Magno si adoperò per consolidare il cristianesimo nella penisola italiana, promuovendo importanti iniziative nel campo della liturgia.

### Formazione e cultura
Sono incerti i luoghi e le modalità della sua formazione, ma è possibile che Gregorio abbia frequentato una biblioteca istituita dal pontefice Agapito sul colle del Celio, vicino dunque alla casa paterna. Ulteriori dati sulla sua formazione possono essere dedotti dalle opere del pontefice, da cui emergono le sue competenze linguistiche e retoriche nonché la conoscenza di autori classici quali Virgilio, Cicerone e Seneca. Egli assunse tuttavia un atteggiamento di condanna nei confronti della cultura classica, ritenendo che andasse studiata solo come strumento per comprendere e comunicare la verità divina delle Sacre Scritture. Dai suoi scritti emergono inoltre conoscenze scientifiche e naturali e soprattutto una vasta padronanza del diritto romano. Si pensa che Gregorio conoscesse la lingua greca, rafforzata, a seguito di una iniziale formazione scolastica, dal soggiorno a Costantinopoli (579-584) come apocrisario di papa Pelagio II.

### Carriera politica ed ecclesiastica
Gregorio intraprese il cursus honorum, ricoprì la carica di praefectus urbi e sottoscrisse la dichiarazione di condanna dei Tre Capitoli del vescovo di Milano Lorenzo (573).
Nel 579 papa Pelagio II ordinò Gregorio diacono per inviarlo, in qualità di apocrisario, a Costantinopoli con lo scopo di far presente all’imperatore le aggressioni subite dai Longobardi e chiedere aiuti militari. Il soggiorno nella capitale imperiale durò fino al 586-587 e in questo periodo poté anche approfondire l’attività esegetica, esponendo oralmente l’esegesi al libro di Giobbe (Moralia in Job) su esortazione di Leandro, vescovo di Siviglia. Gregorio durante il soggiorno conobbe molte personalità influenti e fu anche coinvolto in una disputa sulla natura dei corpi risorti in contrapposizione a Eutichio, patriarca di Costantinopoli (577-82). Il dibattito si concluse davanti all’imperatore Tiberio che accettò la tesi di Gregorio e condannò quella di Eutichio.
Tra il 586 e il 587 Gregorio lasciò Costantinopoli su richiesta di Pelagio II, il quale voleva avvalersi della sua collaborazione per cercare di risolvere lo scisma tricapitolino, che aveva coinvolto le diocesi di Milano e Aquileia. Pare che Gregorio, prima di partire, avesse raccolto del materiale greco sulla questione e avesse scritto un trattatello che il pontefice inviò a suo nome al vescovo Elia di Aquileia e ai vescovi d’Istria. 

### Monachesimo
Dopo aver lasciato la carica di praefectus urbi nel 573 ed essere entrato in possesso dell’eredità di famiglia in seguito alla morte del padre (574 o 575), Gregorio costruì sei monasteri nei possedimenti in Sicilia e trasformò la residenza paterna, situata sul colle del Celio, in un monastero in onore di Sant’Andrea apostolo. Qui si ritirò per alcuni anni, almeno fino al 582 quando fu inviato come apocrisario per conto di papa Pelagio II a Costantinopoli, dove venne raggiunto da alcuni monaci e visse con loro. L’allontanamento definitivo dal monastero avvenne solo nel 590 quando Gregorio fu eletto al soglio pontificio (590). Egli, durante il pontificato, continuò a praticare uno stile di vita ascetico e sentì sempre la nostalgia della tranquillità della vita monastica in contrapposizione alle tante preoccupazioni che accompagnavano il suo incarico. Il rigido ascetismo portò tuttavia ad un peggioramento delle sue condizioni di salute, a cui col tempo si aggiunse la gotta che lo afflisse fino alla morte (604).
Il monastero fu luogo di formazione di validi e fedeli collaboratori del pontefice a cui Gregorio affidò incarichi importanti, primo fra tutti Agostino, capo della missione evangelizzatrice in Inghilterra e futuro vescovo di Canterbury. Egli pose inoltre molta attenzione alle questioni monastiche, soprattutto quelle che riguardavano la condizione dei cenobi italiani. Gregorio promosse la fondazione di nuovi monasteri, controllando e tutelando anche quelli esistenti, intervenne in caso di abusi attraverso i suoi funzionari, fece donazioni e sollecitò quelle di aristocratici facoltosi per risollevare queste strutture dalla penuria in cui si trovavano.

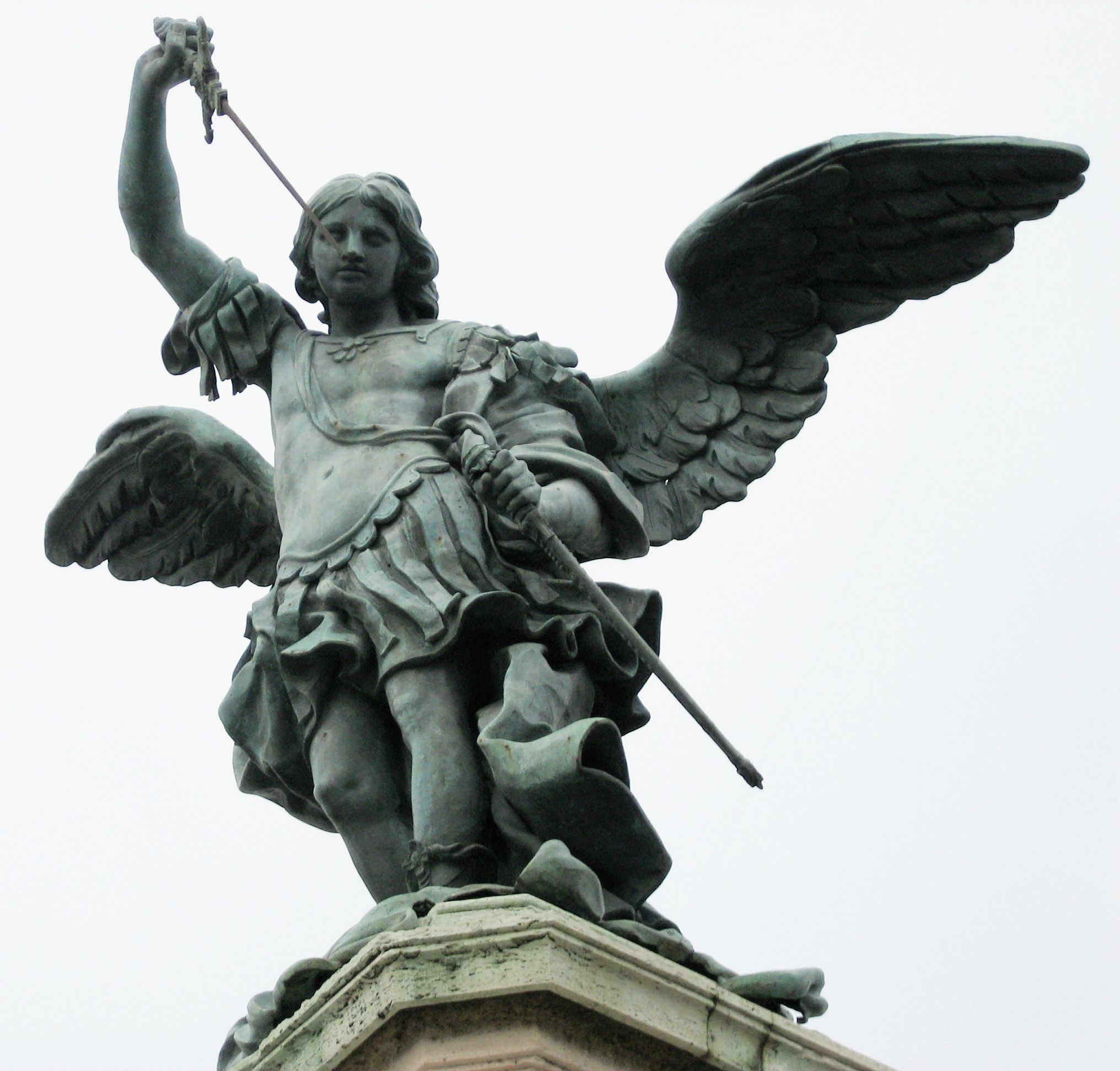
L'arcangelo Michele (detto l'Angelo di Castello)
Peter Anton von Verschaffelt (1753)

### Inizio del pontificato

Gregorio con Giovanni Battista, san Benedetto da Norcia e san Girolamo
Andrea Mantegna (1497)
Musei del Castello Sforzesco, Milano

Alla morte di Pelagio II (7 febbraio 590), la nomina di Gregorio fu immediata e mossa dalla necessità che Roma non rimanesse senza una guida proprio in un momento di massima difficoltà. La città era infatti minacciata dalla pressione militare dei Longobardi e fu anche colpita da varie calamità naturali, quali l’inondazione del Tevere seguita da un’epidemia di peste. Gregorio risultò essere la scelta migliore per il soglio pontificio, in ragione della sua cultura, spiritualità ed esperienza politica. L’elezione dovette accogliere un’approvazione generale, mentre la consacrazione imperiale avvenne solo alcuni mesi dopo (3 settembre 590), forse a causa di qualche difficoltà politica, superata dagli stretti legami di Gregorio con l’imperatore Maurizio e il suo entourage.
I primi mesi del pontificato furono dedicati alla stesura dell’epistola sinodica in cui Gregorio indicava le principali linee del suo pontificato, inviata ai vescovi delle sedi patriarcali nel febbraio del 591. La prima azione in qualità di pontefice fu la processione indetta una settimana dopo la morte di Pelagio per chiedere a Dio di porre fine all’epidemia di peste. Furono organizzati sette cortei che partirono da sette chiese diverse e si incontrarono nella chiesa di Santa Maria Maggiore. Non si hanno altre notizie dell’attività di Gregorio fino alla consacrazione imperiale, momento dal quale è possibile ricostruire l’attività del pontefice attraverso il Registrum epistolarum, ossia il corpus della corrispondenza papale. Gregorio corrispondeva con i vescovi delle diocesi dell’Italia centro-meridionale, mentre i rapporti con le altre Chiese d’Italia erano mediati dalle sedi metropolitane di Milano, Aquileia e Ravenna, così come i contatti con l’Oriente attraverso le sedi patriarcali. Gregorio intervenne anche nei problemi che riguardavano le Chiese locali e provvide alla manutenzione degli edifici sacri, restaurando o costruendo nuove chiese e monasteri. Il pontefice non si limitò a provvedimenti di carattere materiale: rivolse le sue premure anche alla cura spirituale dei fedeli, soprattutto attraverso la predicazione, come appare dalle Omelie sui Vangeli che cominciò a tenere dal novembre 590 fino a settembre 592 durante la messa solenne nei giorni festivi.

### Tentativi di pace con i Longobardi

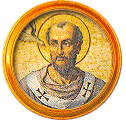
Papa Gregorio Magno

Uno dei problemi che Gregorio dovette affrontare durante il suo pontificato fu l’espansione dei Longobardi, che erano arrivati a minacciare direttamente Roma. Egli adottò una duplice strategia: da un punto di vista politico si adoperò per stipulare un trattato di pace con i Longobardi, mentre da un punto di vista religioso riuscì a farli convertire dall’arianesimo al cattolicesimo.
Nel 592 il duca di Spoleto Ariulfo intraprese un’iniziativa espansionistica in Italia centrale occupando le città tra Ravenna e Roma, saccheggiando i territori attraversati e arrivando anche a cingere d’assedio l’Urbe. Gregorio si rivolse all’esarca di Ravenna, Romano, rappresentate dell’autorità imperiale in Italia, per sollecitarne l’intervento, ma non fu ascoltato. Egli assunse dunque il comando della difesa della capitale ordinando ai generali di aggirare il nemico, prenderlo alle spalle e saccheggiare i territori occupati. Attribuì poi al tribuno Costanzo il compito di presiedere alla difesa della città e nel frattempo andò incontro ad Ariulfo, dal quale ottenne l’abbandono del proposito di invadere Roma e la promessa che non l’avrebbe minacciata per tutto il suo pontificato. Il tentativo di Gregorio di ottenere una pace separata con il ducato di Spoleto provocò la reazione di Romano, che riconquistò le città sottratte da Ariulfo. Questa campagna militare dell’esarca interruppe le trattative di pace che Gregorio aveva intavolato e causò la reazione del re Agilulfo (590-616), che inviò l’esercito per riconquistare i territori e arrivò ad assediare Roma nel 593. Gregorio riuscì a impedire l’invasione dell’Urbe grazie al pagamento di 500 libbre d’oro al re Agilulfo perché togliesse l’assedio. Gregorio si impegnò nuovamente nelle trattative di pace tra i Longobardi e i Bizantini, ma Romano si mostrò sempre ostile e la guerra proseguì. Dopo vari sforzi di giungere ad una tregua duratura con i Longobardi, questa fu ottenuta solo a seguito della morte di Romano (596). Infatti, il nuovo esarca Callinico (596-602) si impegnò per riprendere i negoziati di pace che portarono ad una pace conclusa nel 598 che durò fino al 601 e garantì sicurezza anche a Roma.

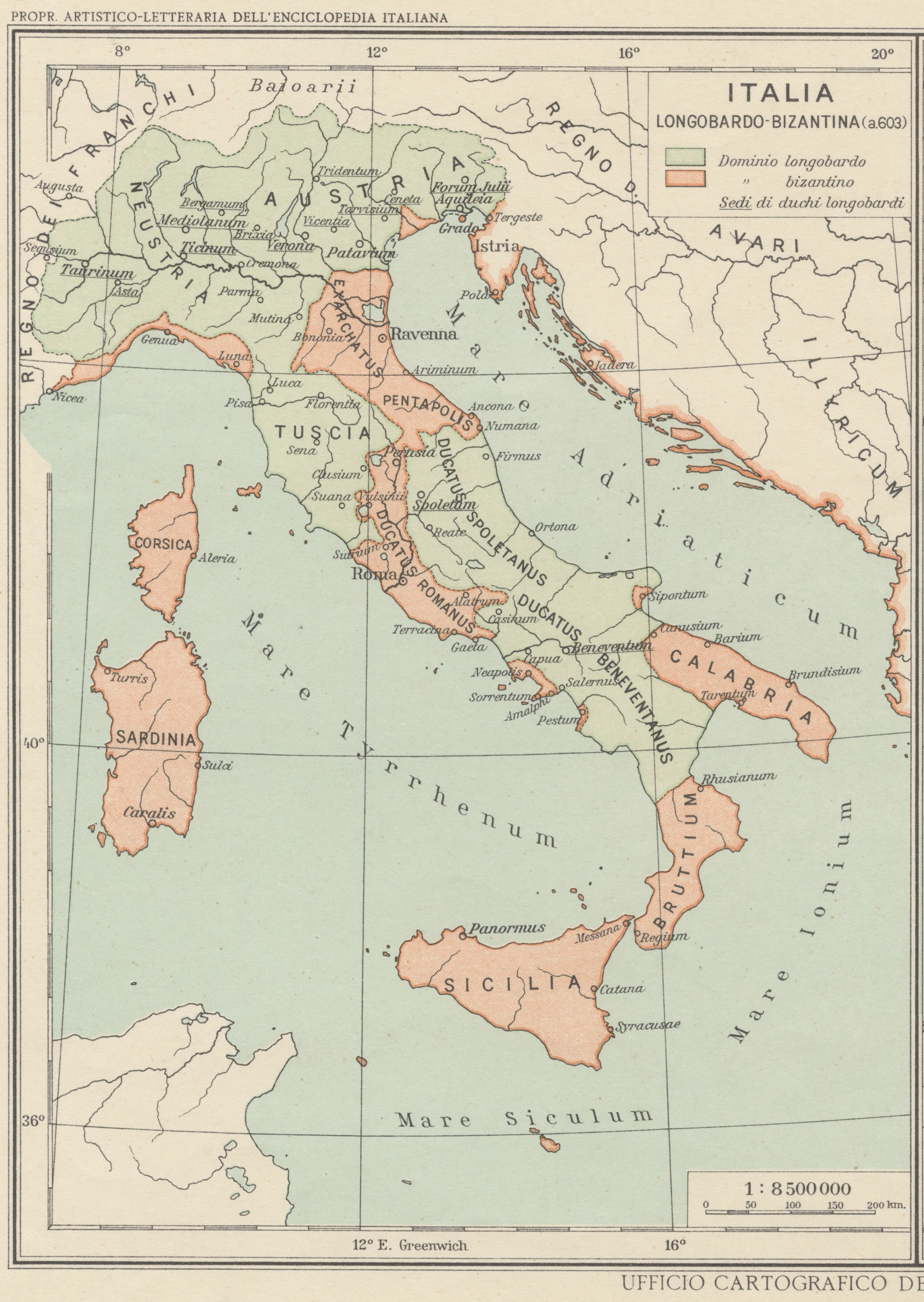
Mappa d'Italia nel 603 d.C.

Dal punto di vista religioso, il pontefice esortò i vescovi d’Italia ad impegnarsi nella conversione dei Longobardi. Ma la figura decisiva che portò il popolo longobardo alla conversione fu la regina cattolica Teodolinda, moglie del re Agilulfo. Gregorio scambiò diverse epistole con la sovrana, tra il settembre del 593 e dicembre 603, riuscendo ad avere una grande influenza sulla donna, al punto da renderla mediatrice fondamentale per il raggiungimento della pace con i Bizantini nel 598 e sua alleata nella lotta contro l’arianesimo. Teodolinda, infatti, creò attorno a sé un partito antiariano e battezzò il figlio, Adaloaldo, nella basilica dedicata a San Giovanni a Monza, sancendo così la conversione dell’intero popolo.

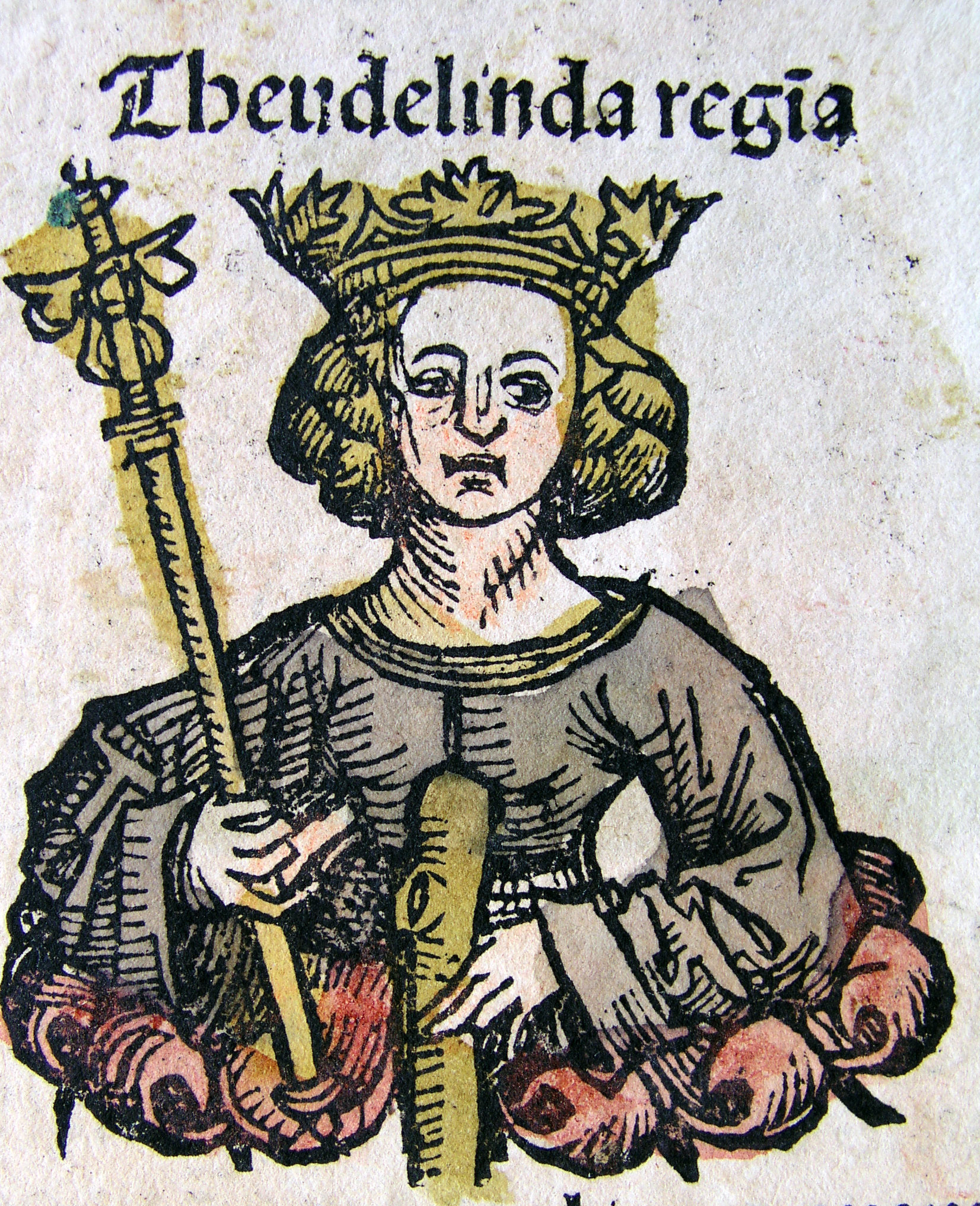
La regina Teodolinda
miniatura delle Cronache di Norimberga

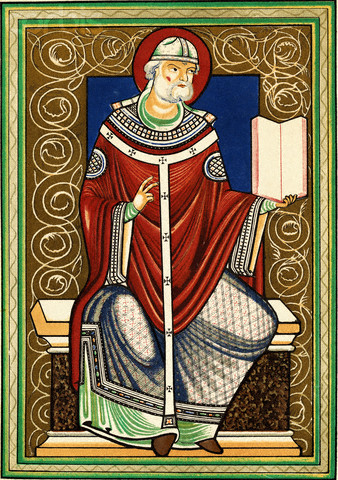
Icona di papa Gregorio I

### Politica ecclesiastica estera

#### Spagna
Al tempo di Gregorio, la Spagna era divisa politicamente in due zone: da una parte vi era il Regno visigoto, governato da Recaredo, e dall’altra i territori del sud-est sotto il dominio bizantino.
Le relazioni di Gregorio con il Regno dei Visigoti furono favorite dall’amicizia del papa con il vescovo di Siviglia Leandro. Quest’ultimo diventò il principale corrispondente di Gregorio nella Spagna dei Visigoti e ricoprì un ruolo di primo piano nella vita religiosa e politica di quel territorio. Grazie a lui, infatti, il re Recaredo (586-601) si convertì nel 587 e abiurò l’arianesimo nel III concilio di Toledo (589) consacrando la conversione di tutto il suo popolo. Gregorio intervenne su alcune questioni interne alla neonata Chiesa cattolica visigota, come per esempio la pratica della triplice immersione battesimale di matrice ariana, ancora in uso presso i Visigoti cattolici. Il papa si mostrò tollerante verso le usanze locali: pur riconoscendo tale pratica come legittima, consigliò di instaurare come rito esclusivo quello della semplice immersione.
Per quanto riguarda i rapporti tra Gregorio e la Chiesa della Spagna bizantina, il pontefice fu obbligato ad intervenire in seguito alla deposizione irregolare operata da Comenziolo, magister militum di Spagna, ai danni dei due vescovi Gennaro di Malaga e Stefano. Egli inviò a risolvere la questione il defensor Giovanni nel 603 dandogli istruzioni precise in tre lettere, che costituiscono un dossier di norme giuridiche, in cui, tra le altre disposizioni, vengono forniti i criteri con cui svolgere l’indagine sulle cause di deposizione dei vescovi.

#### Gallia
Gregorio si interessò alla situazione della Chiesa gallica, già convertita dall’arianesimo al cattolicesimo verso la fine del V secolo, cercando di attuare una riforma morale del clero e di risolvere alcune problematiche, prima tra tutte la simonia.
Il pontefice intervenne in un primo momento intorno ai problemi riguardanti il battesimo dei Giudei, esortando i vescovi di Arles e Marsiglia a non costringere gli Ebrei al battesimo, ma a convincerli mediante la predicazione. L’interesse del pontefice per la Gallia si fece più intenso dal 595, quando Gregorio spinse per una riorganizzazione amministrativa ed ecclesiastica del territorio. In quell’anno mandò un suo incaricato, il presbitero Candido, come rettore del patrimonio gallico e nominò come suo vicario il vescovo di Arles Virgilio, abilitandolo a riunire concili per giudicare questioni di fede e di disciplina. Gregorio tenne corrispondenza con il re di Austrasia e Burgundia Childeberto (575-596) e con la regina Brunichilda (543-613) e, attraverso i rapporti con i sovrani e l’opera di uomini di fiducia come Virgilio, cercò di attuare un piano di moralizzazione della Chiesa locale, con lo scopo di estirpare le due principali corruzioni: la simonia e la nomina di laici alla carica vescovile. Con la morte di Childeberto (596), Gregorio rimase in contatto con Brunichilda, divenuta reggente dei nipoti, Teoderico II e Teodeberto II, e collaboratrice del progetto pontificio. Grazie agli stretti rapporti tra il pontefice e i sovrani, la Gallia divenne inoltre un supporto logistico fondamentale per le missioni evangelizzatrici volute da Gregorio in Inghilterra.
Nel 597 Gregorio concesse il pallio al vescovo Siagro, il quale venne incaricato di riunire un concilio per realizzare il programma riformatore voluto dal papa, ma morì solo due anni più tardi e non riuscì a portare a termine il progetto. In seguito, la situazione politica della Gallia si deteriorò a causa della discordia nata tra i due nipoti di Brunichilda e Gregorio tentò invano di riprendere il suo progetto moralizzatore. Da una parte il Regno dei Franchi diviso in tre parti non offriva più le condizioni favorevoli per la riunione di un concilio di tutta la Gallia e dall’altra il papa venne assalito da altri problemi immediati come la ripresa in Italia delle offensive longobarde. Tutto questo causò l’interruzione della corrispondenza con la Gallia (novembre 602).
Gregorio fu il primo Papa ad avviare un dialogo con i popoli barbari, distaccandosi dall'autorità imperiale. In particolare, collaborò con i Franchi che, dopo la conversione e il battesimo di Clodoveo erano gli unici non ariani.

#### Inghilterra
Gregorio nel 596 inviò una missione per evangelizzare gli Anglosassoni che si erano stanziati in Inghilterra. Alcune fonti raccontano un aneddoto, probabilmente leggendario o comunque ricostruito a posteriori, che sarebbe stato alla base della volontà del papa di convertire gli Angli: l’incontro di Gregorio prima di diventare pontefice con alcuni giovani inglesi venduti come schiavi nel mercato di Roma. Colpito dalla loro bellezza aveva chiesto chi fossero, alla risposta che si trattava di Angli rispose che presto sarebbero diventati Angeli. Secondo le fonti, a seguito di questo incontro, Gregorio avrebbe chiesto il permesso di partire per l’Anglia al pontefice Benedetto I (574-78), ma dopo soli tre giorni fu costretto a tornare indietro a causa dell’insorgere della popolazione romana per il suo allontanamento.
Il progetto di evangelizzazione si realizzò dunque nel 596 con la spedizione di quaranta monaci al seguito di Agostino, priore del monastero di Sant’Andrea di Celio. Nel frattempo, Gregorio scrisse una serie di missive ai vescovi e alle autorità politiche della Gallia per coinvolgerli nel progetto, in modo da assicurare protezione ai monaci in viaggio. Gregorio fissò anche con accortezza la destinazione: i missionari erano infatti diretti nel regno del Kent, dove il pontefice sapeva che avrebbero ricevuto il supporto necessario e un’accoglienza favorevole poiché il re Etelberto aveva preso in moglie una regina franca di religione cattolica, Berta.
Agostino e i suoi, dopo alcune difficoltà incontrate lungo il viaggio, arrivarono a destinazione nel 597 e, accolti con benevolenza, annunciarono il Vangelo al re e al suo seguito. Il re concesse fin da subito una generosa ospitalità ai monaci, permettendo loro di abitare nella città reale di Canterbury, fornendo alimenti e assicurando libertà di azione. L’attività missionaria registrò un grande successo e nel Natale del 597 diecimila Sassoni vennero battezzati. Tali successi valsero ad Agostino la nomina a vescovo di Canterbury (598), luogo in cui edificherà la cattedrale e un monastero.
Nel 601 venne mandata dal pontefice una seconda missione sotto la guida di Mellito. Gregorio affidò ancora una volta i monaci ai vescovi e ai sovrani di Gallia attraverso una serie di missive, ringraziando anche i destinatari per l’aiuto fornito in precedenza. Queste lettere testimoniano come i vescovi e i re franchi, considerati inermi solo cinque anni prima, avevano invece assunto un atteggiamento di collaborazione. In un’epistola indirizzata ad Agostino il pontefice descrive il piano di organizzazione ecclesiastica che avrebbe dovuto assumere la Chiesa inglese: essa doveva essere strutturata in due sedi metropolitane, Londra e York, dove avrebbero dovuto risiedere due vescovi, che avrebbero esercitato la propria giurisdizione anche sulle Chiese celtiche preesistenti. Questo piano risultò tuttavia difficile da realizzare a causa della divisione interna delle tribù degli Anglosassoni e per il risentimento dei Britanni nei confronti degli invasori.
Tra le lettere di Gregorio che accompagnano la missione di Mellito, vi è anche il Libellus responsionum, ossia un’epistola contenente le risposte di Gregorio ad una serie di quesiti di natura ecclesiastica e morale posti da Agostino. L’atteggiamento di Gregorio verso le usanze pagane, radicate da molto tempo in quella popolazione, fu sempre orientato verso il compromesso, piuttosto che verso un’imposizione drastica e violenta del nuovo culto.
Gregorio e Agostino morirono nel 604, e la missione inglese, a seguito del grande successo iniziale, si mostrò poi fragile e troppo dipendente dall’autorità del re. Infatti, alla morte di Etelberto (616), il figlio Eadbald, non fu battezzato e fece tornare il Kent nuovamente pagano.

### Donatismo e scisma tricapitolino
Nei primi anni di pontificato Gregorio si occupò delle Chiese dell’Africa settentrionale: egli, infatti, temette una ripresa dell’eresia donatista, che costituiva agli occhi del pontefice, un pericoloso elemento di ribellione e ostilità verso la Chiesa di Roma. Gregorio esortò varie volte, tra il 591 e il 596, l’esarca d’Africa Gennadio, gli ufficiali imperiali, l’imperatore Maurizio e il vescovo africano più vicino al papa, Domenico di Cartagine, per intervenire contro l’eresia. Il pontefice si occupò anche del riordino del patrimonio pontificio in Numidia mandando un uomo di fiducia, Ilaro, già rettore del patrimonio d’Africa sotto papa Pelagio II. Lo scopo di Gregorio era quello di imporre un controllo diretto sulla Chiesa africana, estirpando l’eresia donatista ed estromettendo i sacerdoti eretici dalle cariche ecclesiastiche, progetti che tuttavia non riuscì a realizzare. Studi recenti respingono l’idea di una ripresa del donatismo e ritengono che Gregorio interpretò male le informazioni che gli arrivavano dall’Africa. La Chiesa africana del tempo era infatti caratterizzata da elementi peculiari, che comprendevano anche la fusione di tradizioni diverse, compresa quella donatista. Ai tempi di Gregorio non esistevano dunque due chiese rivali o due gerarchie separate, ma un'unica Chiesa costituita dall’unione peculiare di reminiscenze donatiste e credo cattolico, perfettamente integrati. Una Chiesa, e una provincia, come quella d’Africa a causa del loro particolarismo erano del tutto insensibili agli interventi esterni, sia del pontefice sia dell’imperatore. Gregorio sembrò comprendere l’impossibilità di intervenire in modo concreto nella questione africana e dal 596 non nominerà più i donatisti nelle sue missive.
Gregorio dovette inoltre affrontare il problema dello scisma tricapitolino che caratterizzava l’Italia settentrionale. Egli si trovò a fronteggiare la questione prima ancora di diventare pontefice: nel 573 come praefectus urbi assistette all’adesione alla condanna dei Tre Capitoli del vescovo di Milano Lorenzo e la conseguente riconciliazione con la sede romana; inoltre, Gregorio era stato autore, in quanto apocrisario di papa Pelagio II, della terza lettera indirizzata dal pontefice al patriarca di Aquileia Elia e ai vescovi d’Istria per convincerli a porre fine allo scisma. La situazione, tuttavia, non migliorò e, nei primi anni del pontificato di Gregorio, il patriarca di Aquileia Severo e i vescovi d’Istria si riunirono in un sinodo (590 o 591) e scrissero all'imperatore Maurizio una lettera in cui gli chiedevano di far cessare le persecuzioni nei loro confronti. Gregorio convocò nel 591 gli scismatici a Roma per tentare di chiudere la controversia con un concilio, ma l’ambasceria inviata dal pontefice fu considerata intimidatoria e i vescovi istriani si appellarono all’imperatore, richiamando il suo precedente impegno a non costringerli ad una unione forzata. L’imperatore scrisse dunque a Gregorio, intimandogli di non usare la forza per la conversione e Gregorio fu costretto ad accettare la decisione imperiale. A seguito dell’intervento di Maurizio, Gregorio abbandonò il progetto di ricomposizione dello scisma, limitandosi a sostenere gli oppositori degli scismatici.

### Rapporti con Costantinopoli

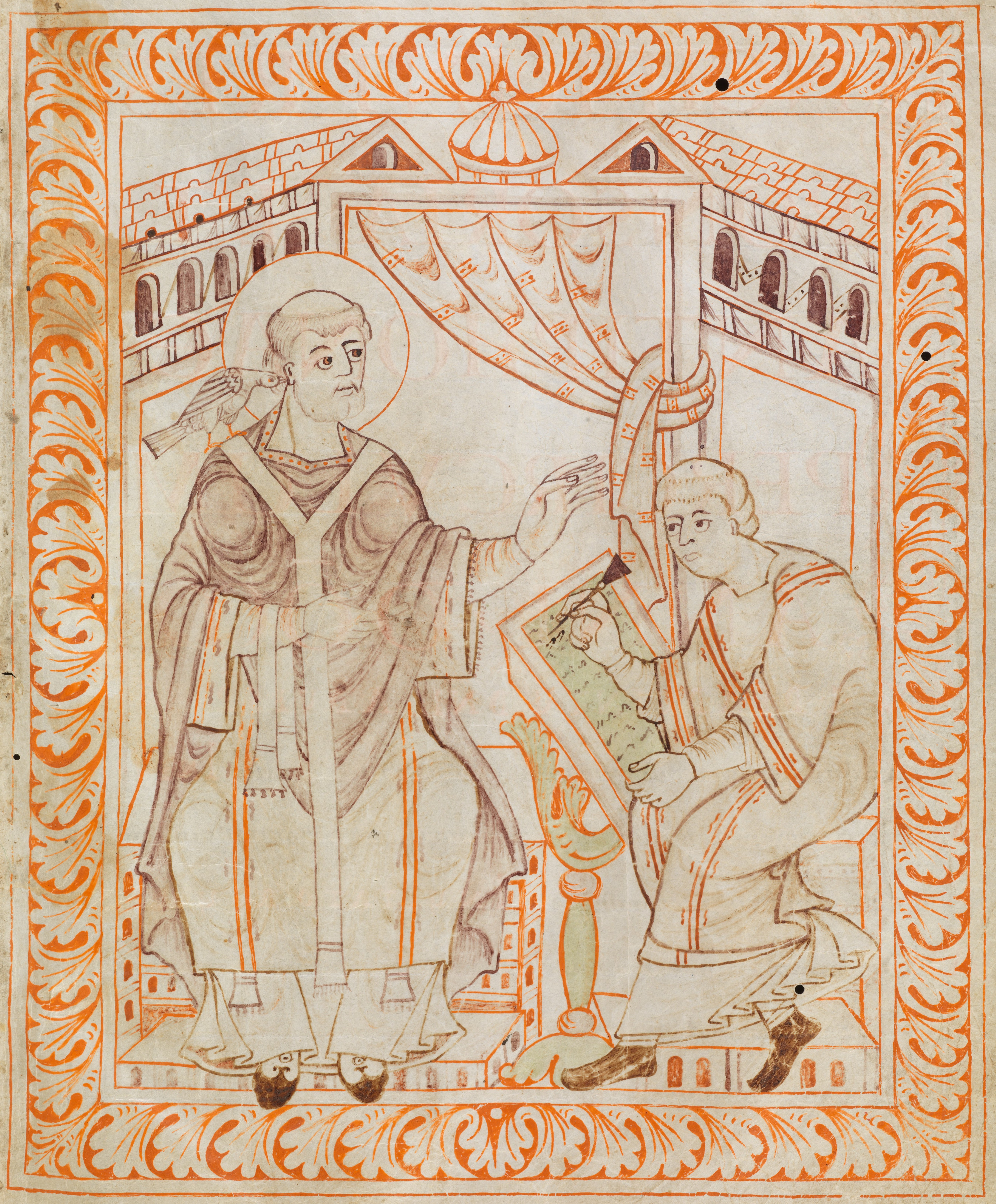
Gregorio fondatore del canto gregoriano

Gregorio cercò sempre di mantenere buoni rapporti con l’impero bizantino, soprattutto per le preoccupazioni per la difesa di Roma da minacce esterne. Nonostante ciò, ci furono profonde incomprensioni con la politica di Costantinopoli, dovute principalmente agli interventi militari del pontefice e alla stipula di tregue con i Longobardi, atti che non furono compresi né apprezzati dall’impero.
I rapporti con l’imperatore Maurizio (582-602), furono caratterizzati da luci ed ombre: nel 593 Gregorio si oppose ad un editto promulgato dall’imperatore l’anno precedente che vietava a chiunque avesse una carica pubblica di intraprendere una carriera ecclesiastica o di ritirarsi in monastero. Il papa pur appoggiando la prima parte del provvedimento, era contrario al divieto imposto ai pubblici ufficiali e ai militari di ritirarsi in monastero prima dello scadere del mandato amministrativo o del termine del servizio. Inoltre, in un’epistola del 595, Gregorio manifestò il proprio risentimento nei confronti dell’imperatore per essere stato definito da lui ingenuo per aver creduto alle offerte di pace del duca di Spoleto Ariulfo. Il pontefice rispose elencando i flagelli a cui era stata sottoposta Roma a causa dell’immobilismo di Costantinopoli e richiamò i doveri dell’imperatore nella difesa della città. Quando Maurizio fu ucciso, nel 602, Gregorio si impegnò fin da subito ad intessere buoni rapporti con il successore, Foca. Negli scambi epistolari con il nuovo imperatore traspare il sollievo di Gregorio per la fine del governo ostile di Maurizio e l’auspicio per l’inizio di una nuova epoca caratterizzata da una maggiore collaborazione.
Anche i rapporti con il patriarca di Costantinopoli, Giovanni il Digiunatore (582-595), furono problematici. Egli, infatti, assunse il titolo di patriarca ecumenico, gesto considerato da Gregorio come un atto di superbia e un attacco al primato della Chiesa di Roma, dal momento che il titolo era stato affidato al pontefice romano, che tuttavia non se ne era mai fregiato. Tale controversia fu anche una delle cause del peggioramento delle relazioni tra Gregorio e l’imperatore Maurizio, che non agì mai in modo deciso in favore di Gregorio e non punì Giovanni. Gregorio assunse quindi il titolo di servus servorum Dei per contrapporre la propria modestia alla superbia del patriarca. Il conflitto si estese anche con il successore di Giovanni, Ciriaco. Gregorio esortò più volte il nuovo patriarca a deporre il titolo, senza tuttavia ottenere risultati.

### Amministrazione interna
Dal punto di vista dell’amministrazione interna, Gregorio affrontò per prima cosa il problema dell’approvvigionamento di Roma. La città, infatti, già impoverita dalla guerra greco-gotica (535-555), e da scorrerie continue dovute all’arrivo dei Longobardi nella penisola (568), era stata colpita anche da carestie e inondazioni. L’Urbe non venne protetta e tutelata nemmeno dall’Impero d’Oriente e Gregorio si trovò a dover intervenire in prima persona. Per risollevare la città dalla rovina, il pontefice mandò molte lettere agli amministratori del patrimonio della Sicilia chiedendo di inviare scorte di grano a Roma e cercò anche di regolarne un’equa distribuzione. Ampliò inoltre le competenze giuridiche dei defensores, i rappresentanti del papa nelle regioni, preoccupandosi anche di fornir loro un’adeguata preparazione nell’ambito del diritto amministrativo e civile, oltre che ecclesiastico, attraverso l’istituzione di una schola defensorum. La cancelleria pontificia vantava, oltre a tale scuola, anche una propria schola notariorum che gestiva la verbalizzazione dell'attività del pontefice. All’interno di quest’ultima, chi rivestiva le cariche più alte aveva il compito di stenografare le lettere dettate dal pontefice, ricopiarle e ripresentarle per le firme e inoltre di produrre anche alcune missive e lettere amministrative. Si trattava dunque di veri e propri segretari del papa, coinvolti anche nella trascrizione, revisione e riproduzione delle opere letterarie del pontefice.
Per quanto riguarda l'amministrazione delle proprietà della chiesa, ossia il cosiddetto Patrimonio di san Pietro, Gregorio tentò di combattere la corruzione e gli abusi degli amministratori ecclesiastici dislocati in tali territori, con particolare attenzione al sud Italia. Le principali direttive furono rivolte contro i rectores, ossia funzionari ecclesiastici che amministravano in loco le proprietà della Chiesa, i quali lucravano sulla rivendita del frumento. Gregorio stabilì il prezzo fisso del grano e condannò le maggiorazioni applicate da tali funzionari. Il pontefice rese inoltre pubbliche tali disposizioni in modo che i contadini che vi risiedevano potessero difendersi contro i soprusi perpetrati contro di loro. Per far fronte al malgoverno dei funzionari, Gregorio insediò nelle sedi più importanti a livello strategico collaboratori e vescovi di fiducia, spesso formatisi nel suo stesso monastero di Sant'Andrea e nella schola defensorum.

#### Corsica, Sardegna e Sicilia
I patrimoni fondiari della Chiesa nel sud Italia, in particolare Sicilia, Sardegna, Corsica, Campania e Calabria, erano di fondamentale importanza per l’approvvigionamento e la sopravvivenza stessa di Roma. Tuttavia, i territori continentali erano stati in parte conquistati dai Longobardi, di conseguenza Gregorio pose un’attenzione particolare alle isole, vessate dagli abusi dei funzionari ecclesiastici e imperiali, attuando una riorganizzazione ecclesiastica e amministrativa.
In Corsica il pontefice esortò i funzionari a realizzare delle strutture monastiche (di fatto mai costruite), poiché il territorio ne era del tutto privo. L’isola mancava di guide spirituali credibili ed efficienti, inoltre le continue pressioni fiscali imposte dai funzionari imperiali avevano costretto i proprietari terrieri dell'isola a vendere i propri figli per non rimanere indebitati. Nel 591 il pontefice nominò come vescovi persone di fiducia con l'intento di riorganizzare il clero locale e contrastare il malgoverno dell’isola, che tuttavia persistette. L’assenza di lettere negli ultimi tre anni del pontificato di Gregorio sembrano suggerire che la Chiesa e la società dell'isola sfuggirono al controllo pontificio.
In Sardegna il papa intervenne non solo in ambito religioso ed ecclesiastico, ma anche politico-militare, amministrativo e fiscale. L'isola presentava intere zone, soprattutto nell’entroterra, prive di sedi vescovili, dove era diffusa una forma di paganesimo rurale, professata dai contadini delle campagne, accanto a intere popolazioni ancora pagane. La Chiesa sarda non si preoccupò mai della conversione delle popolazioni pagane che vivevano sull’isola e fu proprio Gregorio ad organizzarne l'evangelizzazione, mandando nel 594 il vescovo Felice e l'abate Ciriaco, che riuscirono a portare a termine con successo l’impresa.
La Sicilia rappresentava per Roma la riserva più vicina e sicura per i rifornimenti di prodotti agricoli e minerari, fondamentali per la sopravvivenza stessa della città. Gregorio si occupò dei possedimenti della Chiesa romana sull'isola da un punto di vista sia amministrativo sia ecclesiastico. Il pontefice cercò innanzitutto di contrastare la presenza di culti precristiani e pratiche magiche che si erano radicati anche all'interno del clero siciliano. Egli inoltre mandò sull’isola uomini a lui fedelissimi, come Pietro suddiacono e Massimiano, affidando loro importanti cariche nella gestione del patrimonio pontificio con l'obbiettivo di riformarne l'amministrazione. Il patrimonio di Sicilia venne diviso in due, una facente capo a Palermo e l'altra a Siracusa e Gregorio riuscì a imporre in tali sedi come vescovi personaggi a lui fedeli, nonostante le opposizioni della Chiesa locale, per poter controllare meglio il territorio e per essere certo della loro integrità religiosa e abilità amministrativa. In questo modo Gregorio riuscì ad assumere il controllo della Chiesa siciliana, anche se la situazione rimaneva sempre delicata, soprattutto in occasione delle nomine di nuovi vescovi.

### Il canto gregoriano

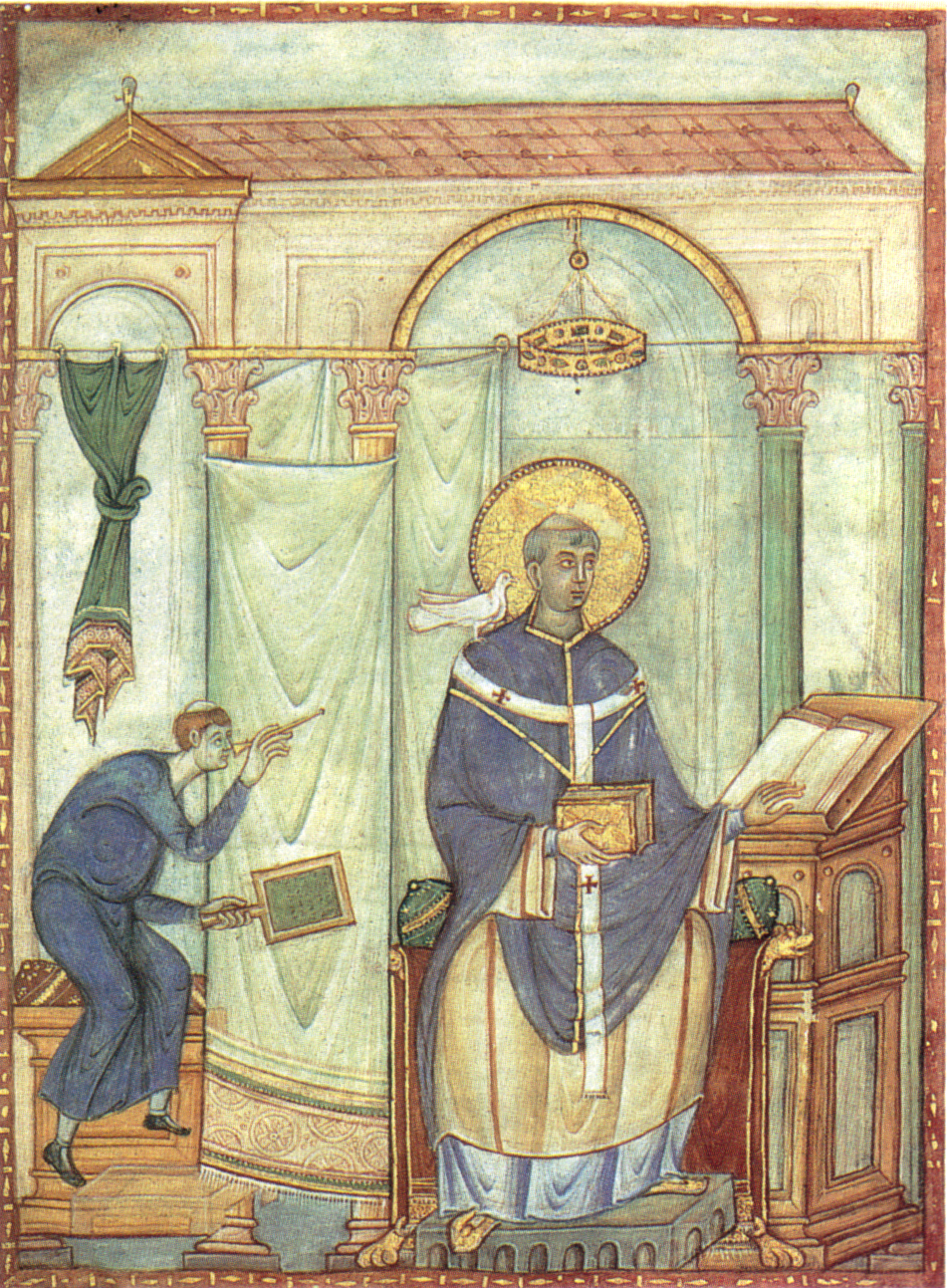
San Gregorio in cattedra, lo scriba e la colomba
miniatura del Registrum Gregorii

Papa Gregorio riorganizzò a fondo la liturgia romana, ordinando le fonti anteriori e componendo nuovi testi. L'epistolario (ci sono pervenute 848 lettere) e le omelie al popolo documentano ampiamente sulla sua molteplice attività e dimostrano la sua grande familiarità con i Testi sacri.
Promosse quella modalità di canto tipicamente liturgico che da lui prese il nome di "gregoriano": il canto rituale in lingua latina adottato dalla Chiesa cattolica, che comportò, di conseguenza, l'ampliamento della Schola cantorum. Paolo Diacono (scrive verso il 780), pur ricordando molte tradizioni giunte fino a lui, non ha una parola sul canto né sulla Schola.
Alcune illustrazioni di manoscritti dal IX al XIII secolo tramandano una leggenda secondo la quale Gregorio avrebbe dettato i suoi canti a un monaco, alternando la dettatura a lunghe pause; il monaco, incuriosito, avrebbe scostato un lembo del paravento di stoffa che lo separava dal pontefice, per vedere cosa egli facesse durante i lunghi silenzi, assistendo così al miracolo di una colomba (che rappresenta naturalmente lo Spirito Santo), posata su una spalla del papa, che gli dettava a sua volta i canti all'orecchio.
In realtà i manoscritti più antichi contenenti i canti del repertorio gregoriano risalgono al IX secolo e pertanto non si sa se lui stesso ne abbia composto qualcuno.

### La morte

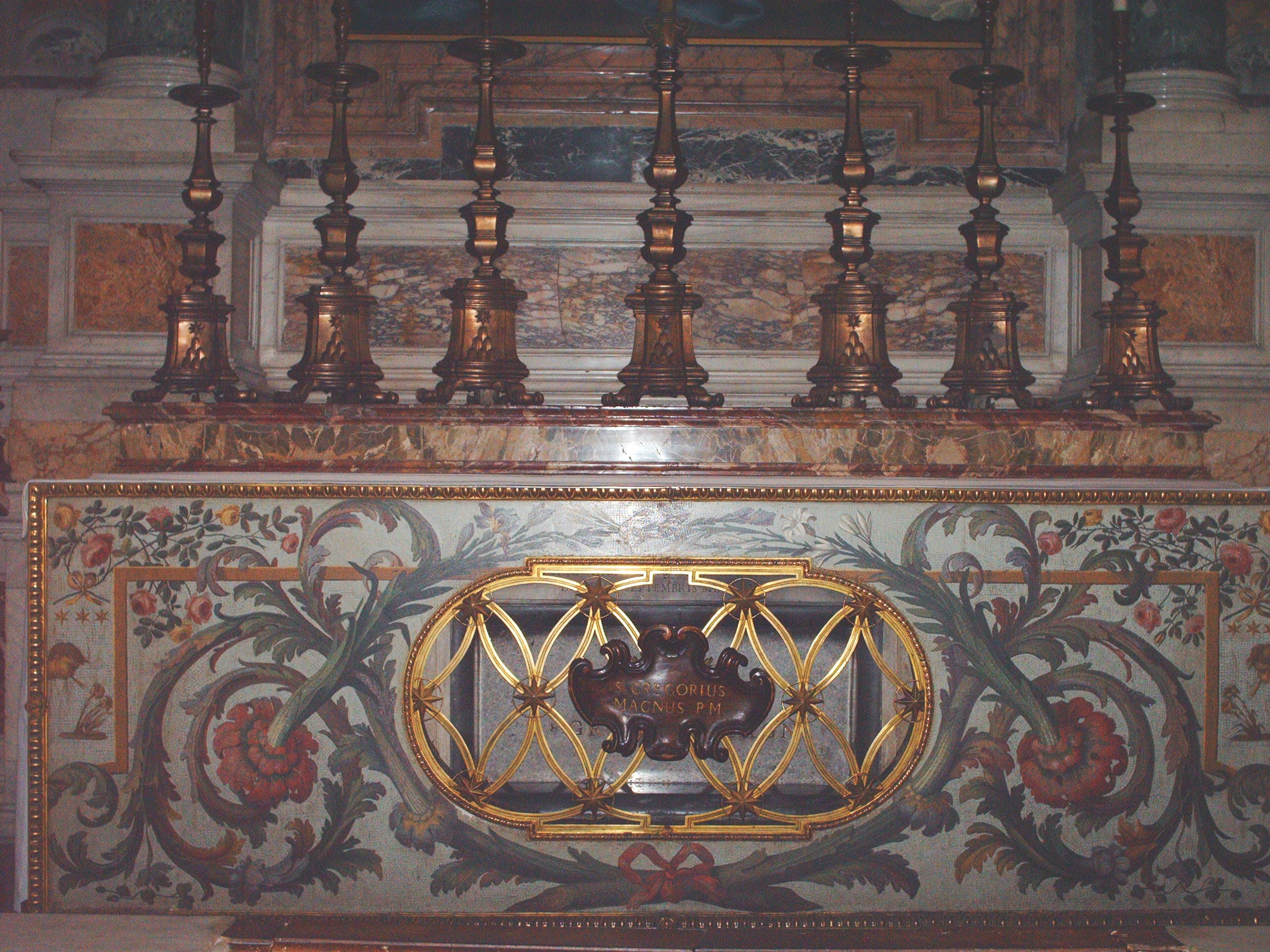
Tomba di Gregorio I
basilica di San Pietro in Vaticano

Gregorio morì il 12 marzo 604 di gotta, malattia di cui soffriva da diversi anni. Il 12 marzo è la data della festività liturgica nella messa tridentina (dies natalis), mentre nel calendario realizzato in seguito al Concilio Vaticano II è stata spostata al 3 settembre, giorno della consacrazione episcopale. Il pontefice venne sepolto nella Basilica di San Pietro e le sue reliquie, tra cui il pallio e la cintura, furono poste vicino alla tomba in un altare fatto costruire da Gregorio IV (827-844). Queste vennero spostate varie volte e infine poste nel 1606 nella cappella Clementina in un sarcofago situato sotto l’altare sovrastato da un mosaico con la sua immagine.

## Il culto
Le più antiche tracce del culto di Gregorio Magno risalgono alla seconda metà del VII secolo e si trovano nella chiesa di San Pietro e Paolo a Canterbury e nella cattedrale di York, dove vennero dedicati al pontefice rispettivamente un altare e una cappella. Nel 668 vennero inoltre inviate delle reliquie in Northumbria, luogo in cui fu composta la più antica Vita di Gregorio (704-714). Nell’VIII secolo il culto di Gregorio, già ampiamente sviluppato in Inghilterra e Irlanda, si diffuse anche sul continente, inizialmente in Alsazia, dove l’abbazia di Munster nel 747 fu dedicata a San Gregorio, in Borgogna e poi in tutta Europa. Nel frattempo, a Roma papa Sergio I (687-706) introdusse la festa del santo nel Sacramentario gregoriano, i due pontefici successivi scelsero il nome Gregorio e nel 976 il monastero di Sant’Andrea fu intitolato anche a lui. Il culto si estese inoltre nella Chiesa d’Oriente e la sua festa, il 12 marzo, fu inserita nel Sinassario di Costantinopoli.
Dall’VIII secolo in poi venne considerato, insieme ad Ambrogio, Agostino e Gerolamo, uno dei quattro padri della Chiesa e nel 1298 Bonifacio VIII lo proclamò dottore della Chiesa. Il Santo viene invocato contro la gotta, di cui lui stesso soffrì, e la peste, poiché riuscì a far cessare l’epidemia a Roma nel 590, ed è inoltre il patrono dei cantori, degli scolari e studenti, degli insegnanti, dei sapienti e dei costruttori.
San Gregorio Magno è patrono principale di:
- Valdobbiadene (provincia di Treviso e diocesi di Padova),
- San Gregorio Magno (provincia di Salerno),
- San Gregorio di Catania (provincia e arcidiocesi di Catania),
- Manduria (provincia di Taranto e diocesi di Oria), la cui chiesa madre custodisce la reliquia di un frammento d'osso del suo braccio destro,
- Vizzini (provincia di Catania e diocesi di Caltagirone),
- San Gregorio da Sassola (provincia di Roma e diocesi di Tivoli),
- Crispano (città metropolitana di Napoli e diocesi di Aversa),
- Roverbella (provincia e diocesi di Mantova),
- San Gregorio nelle Alpi (provincia di Belluno e diocesi di Belluno-Feltre),
- San Gregorio d'Ippona (provincia di Vibo Valentia),
- Configni (provincia di Rieti),
- Casola, frazione del comune di Domicella (provincia di Avellino e diocesi di Nola), dove sarebbe custodita una reliquia d'osso della sua mano destra.
- San Gregorio, frazione del comune di Veronella (provincia di Verona e diocesi di Vicenza)
- San Gregorio, frazione del comune di Cisano Bergamasco (provincia di Bergamo).

## Omaggi
A Papa Gregorio è dedicato l'ultimo movimento delle Vetrate di chiesa di Ottorino Respighi.

## Successione apostolica
La successione apostolica è:
- Vescovo Castorio (591)
- Vescovo Dono di Messina (591)
- Vescovo Festo di Capua (591)
- Vescovo ''San'' Massimiano di Sicarusa, O.S.B. (591)
- Vescovo Sabino di Callipoli, O.S.B. (591)
- Vescovo Bonifacio di Reggio Calabria (593)
- Vescovo Glorioso di Ostia (595)
- Vescovo Mariniano di Ravenna, O.S.B. (595)
- Vescovo Pietro di Triocala (598)
- Vescovo Avenzio di Perugia (599)

## Opere

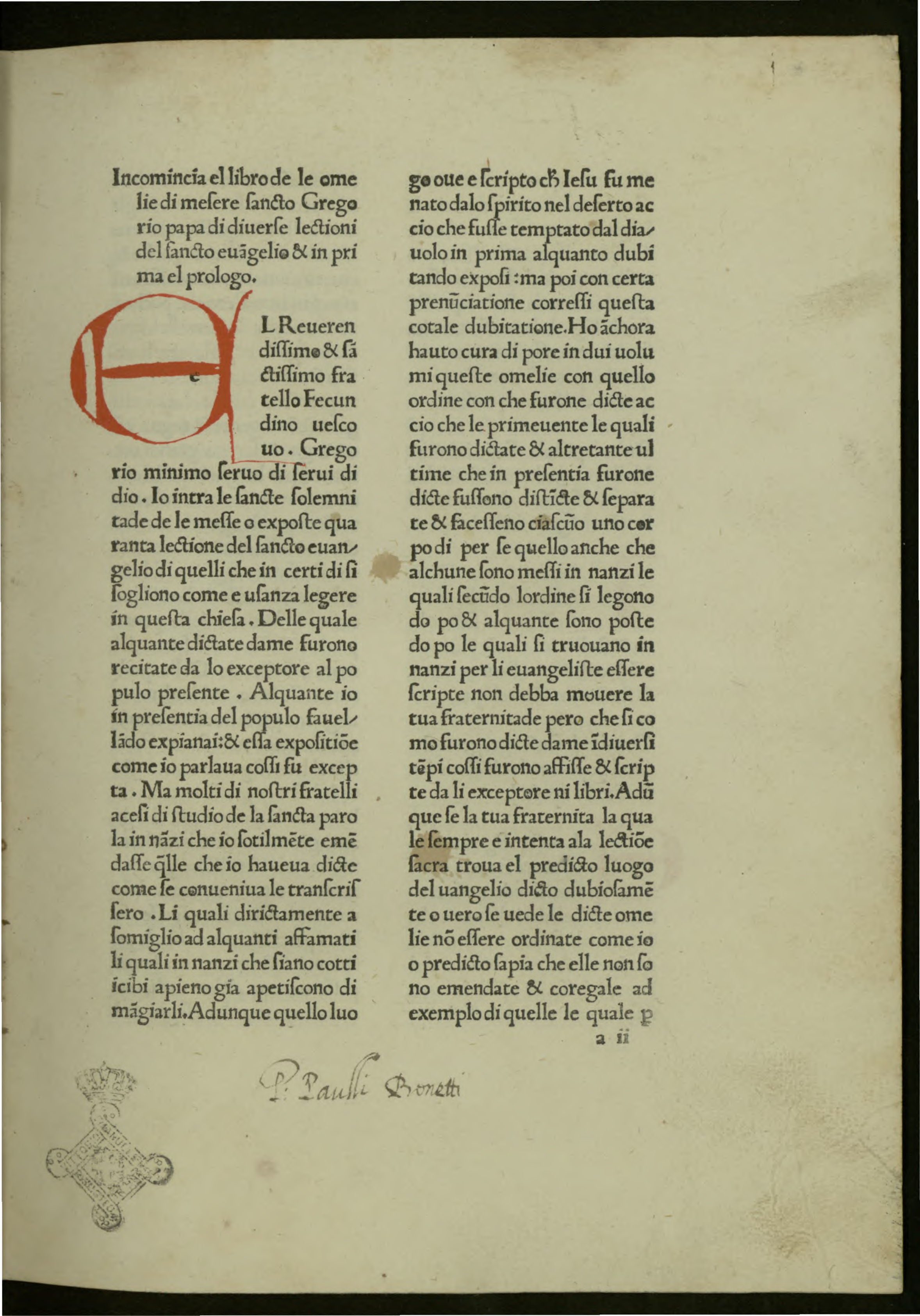
Pagina delle Homiliae in Evangelia

### Scritti esegetici
- Expositio in Canticum Canticorum – si tratta di un’opera esegetica di commento al Cantico dei Cantici, che si presenta sotto forma di due omelie e che si arresta nel commento al v. 1.8 del libro veterotestamentario.
- Homiliae in Ezechielem – si tratta di un testo curato e aggiornato da Gregorio intorno all’anno 600 di alcune letture sul Libro di Ezechiele fatte da sei anni prima.
- Homiliae in Evangelia – si tratta di una raccolta di prediche tenute davanti ai fedeli nelle diverse sedi della Chiesa romana nell’anno liturgico 590/91, alcune fino all’anno 593.
- Moralia in Iob – si tratta di un imponente scritto di commento al Libro di Giobbe. All’interno della produzione di Gregorio, rappresentano l’opera di maggior impegno ed estensione. L’opera è composta da 35 libri, nei quali vengono commentati, in ordine dal primo all’ultimo, i 42 capitoli del testo veterotestamentario, con anche l’inserimento di ampie digressioni, osservazioni, ammonimenti morali e interpretazioni spirituali. Lo scritto riscosse immediatamente un’enorme fortuna in tutta Europa, che mantenne inalterata per i secoli successivi.

### Altre opere
- Dialogi – si tratta di un’imponente opera in IV libri incentrata principalmente sui santi italici del passato recente, sui miracoli da loro compiuti e sulla sorte ultraterrena dell’anima. Lo scritto si presenta sotto forma di un lungo dialogo intrattenuto da Gregorio e dal diacono Pietro, che interroga il pontefice circa gli argomenti dell’opera. Di particolare importanza il II libro, interamente dedicato alla figura di s. Benedetto da Norcia e che ebbe per questo una circolazione autonoma. I Dialogi sono fra le opere di Gregorio Magno che riscossero maggior successo nel Medioevo, godendo di grande fortuna sin dalla composizione.
- Registrum epistolarum – si tratta della raccolta delle circa 850 epistole pontificali sopravvissute di Gregorio Magno, suddivise in XIV libri e che coprono l’intero arco temporale del suo pontificato (590-604). Le tematiche affrontate sono eterogenee e dimostrano l’impegno profuso da Gregorio in tutti i campi interessati dalla sua attività di pontefice.
- Regula pastoralis – si tratta di un testo normativo, seppure non privo di riflessioni di carattere meditativo e parenetico, rivolto ai «responsabili della cura pastorale», ossia ai vescovi.

### Opere spurie o di incerta attribuzione
- Expositio in librum primum Regum – si tratta di un’opera esegetica dedicata ai sedici capitoli iniziali del testo veterotestamentario e si interrompe all’unzione di David (I Reg. XVI 13). È una delle opere più problematiche della produzione gregoriana poiché la sua autenticità è ancora incerta.
- Rescriptum beati Gregorii papae ad Agustinum episcopum (o Libellus responsionum) – si tratta di una lunga lettera indirizzata da Gregorio ad Agostino di Canterbury in risposta ad alcuni dubbi che il monaco aveva sottoposto al pontefice durante la missione evangelizzatrice presso gli Angli. L’autenticità dell’opera è stata per lungo tempo dibattuta.

### Opere minori
- Libellus synodicus (o Synodus Romana o Decretum Synodi Romanae a. 595) – come è stato dimostrato da P. Meyvaert[104], si tratta degli Atti del Sinodo romano del 595, trasmessi all’interno del Registrum epistolarum[105] e in molti manoscritti delle Homiliae in Evangelium[106]. L’opera è stata per lungo tempo soggetta a discussioni circa la sua identificazione. Di essa parla infatti unicamente Beda nell'Historia Ecclesiastica Gentis Anglorum, in cui annovera fra le opere minori di Gregorio anche un libellus synodicus, da lui composto insieme ai vescovi italiani su questioni di primaria importanza per la Chiesa[107]. A causa però della portata limitata delle decisioni prese durante il sinodo e di una variante testuale non indifferente[108], il libellus venne identificato ora con l’epistola sinodica[109], ora con il Liber diurnus[110], ora con la lettera sui Tre Capitoli (attribuita a Pelagio II ma da ascrivere forse a Gregorio)[111]. Meyvaert, tramite un confronto testuale del passo dell'Historia Ecclesiastica con i Chronica Maiora (anch’essi opera di Beda), dimostrò però come con la dicitura libellus synodicus Beda si stesse chiaramente riferendo agli Atti del Sinodo romano, di cui doveva avere a disposizione una copia.
- Oratio de mortalitate (o Denuntiatio pro septiformi letania) – si tratta di un sermone tenuto durante l’epidemia di peste che colpì Roma nel 590, in cui Gregorio – già acclamato papa, ma non ancora consacrato – invita il popolo alla preghiera e alla penitenza e indìce sette litanie, che dovranno svolgersi contemporaneamente in sette chiese diverse (septiformis letania). Di questo sermone sono tràdite due forme[112]: quella pronunciata nella basilica di s. Giovanni, detta Costantiniana, nel 590, anno della peste, e quella pronunciata nella basilica di s. Sabina nel 602, in occasione della festività della santa. Ciò che differenzia le due forme è la parte finale, in cui Gregorio descrive l’ordine delle litanie che si dovranno tenere. La prima forma, attestata da Gregorio di Tours nell'Historia Francorum e trasmessa con il nome Oratio Gregorii papae ad plebem, si ritrova in Paolo Diacono e nei manoscritti che tramandano le Homiliae in Evangelium[113], in cui è trasmessa con il nome Sermo de mortalitate ad populum. La seconda forma, attestata dal Registrum con il titolo Denuntiatio pro septiformi letania, si ritrova anche nella Vita s. Gregorii di Giovanni Diacono.

## Edizioni di riferimento
Per il Libellus synodicus:
- Gregorii I papae Registrum epistularum, 2 voll., edd. P. Ewald – L.M. Hartmann, Berlino 1891-1899 (MGH Epp. I-II), lib. I, V, 57a (pp. 362–367)
- S. Gregorii Papae Epistolarum libri quartuordecim (PL LXXVII, coll. 1334-1339)

Per l'Oratio de mortalitate:
Forma a. 590:
- Gregorii episcopi Turonensis Libri Historiarum X, edd. B. Krush – W. Levison, Hannover 1951 (MGH SS rer. Merov I, 1), X, I (pp. 479–481)

Forma a. 602:
- Gregorii Magni Registrum epistularum, ed. D. Norberg, 2 voll., Tunhout 1982 (CCSL CXL A), Appendix IX (pp. 1102–1104)
- Gregorii I papae Registrum epistularum, 2 voll., edd. P. Ewald – L.M. Hartmann, Berlino 1891-1899 (MGH Epp. I-II), lib. II, XIII, 2 (pp. 365–367)
- S. Gregorii Papae Homillae XL in Ezechielem (PL LXXVI, coll. 1311-1314)

Per le altre opere
Vedi la voce Bibliografia/Edizioni di riferimento nelle pagine dedicate (Expositio in Canticum Cantocorum, Homiliae in Ezechielem, Homiliae in Evangelia, Moralia in Iob, Dialogi, Registrum epistolarum, Regula pastoralis, In librum Primum Regum, Libellus responsionum).

### Biografia

#### Fonti
- Baeda, Storia degli inglesi, 2 voll., cur. M. Lapidge (ed.) – P. Chiesa (trad.), Milano 2008, I
- Gregorii episcopi Turonensis Libri Historiarum X, edd. B. Krush – W. Levison, Hannover 1951 (MGH SS rer. Merov I, 1)
- Gregorii I papae Registrum epistularum, 2 voll., edd. P. Ewald – L.M. Hartmann, Berlino 1891-1899 (MGH Epp. I-II)
- Joannis Diaconi Sancti Gregorii Magni Vita, PL LXXV coll. 59-242
- S. Gregorii Magni Homeliae in Evangelia, cur. R. Ètaix, Turnhout 1999 (CCSL CXLI)
- S. Gregorii Magni Moralia in Iob, 3 voll., cur. M. Adriaen, Turnhout 1979 (CCSL CXLIII A)
- S. Gregorii Magni Registrum epistularum, 2 voll., ed. D. Norberg, Turnhout 1982 (CCSL CXL, CXL A)
- Paulo Diacono, Storia dei Longobardi, cur. L. Capo, Roma-Milano 1992

#### Studi
- S. Boesch Gajano, Gregorio I, santo, in Enciclopedia dei papi, vol. 1, Roma 2000, pp. 546–74
- G. Cremascoli – A. Degl’Innocenti, cur., Enciclopedia gregoriana: la vita, l’opera e la fortuna di Gregorio Magno, Firenze 2008
- Gregorio Magno e il suo tempo. XIX Incontro degli studiosi dell’antichità cristiana in collaborazione con l’Ècole Française de Rome. Roma 9-12 maggio 1990, 2 voll., Roma 1991, I
- R. A. Markus, Gregory the Great and his world, Cambridge 1997
- P. Meyvaert, A letter of Pelagius II Composed by Gregory the Great, in Gregory the Great. A Symposium, cur. J. C. Cavadini, Notre-Dame-London 1995, pp. 94–116
- J. Richards, Il console di Dio: la vita e i tempi di Gregorio Magno, Firenze 1984

### Opere (fonti - studi - strumenti)
Per il Libellus synodicus:
- Bede’s ecclesiastical history of the English people, edd. B. Colgrave – R.A.B. Mynors, Oxford 1998
- L. Castaldi, Homiliae XL in Evangelia, in La trasmissione dei testi latini del Medioevo, 5, Firenze 2013, cur. L. Castaldi, pp. 69–88
- Gregori Magni Homiliae in Evangelia, ed. R. Étaix, Turnhout 1999 (CCSL CXLI), pp. LII-LIV
- P. Meyvaert, Bede and the «Libellus Synodicus» of Gregory the Great in The Journal of Theological Studies, 12.2, Oxford 1961, pp. 298–302
- L.G. Morin, Le libellus synodicus attribué par Bède à S. Grégoire le Grand in Revue bénédictine 11, Namur 1984, pp. 193–208
- L.G. Morin, Le «Libellus Synodicus» de S. Grégoire. Nouvelle solution in Revue bénédictine 11, Namur 1894, pp. 271–3
- Clavis Patrum Latinorum, cur. E. Dekkers - A. Gaar, Steenbrugge 1995, n.1714

Per l'Oratio de mortalitate:
- L. Castaldi, Homiliae XL in Evangelia, in La trasmissione dei testi latini del Medioevo, 5, Firenze 2013, cur. L. Castaldi, pp. 69–88
- Gregori Magni Homiliae in Evangelia, ed. R. Étaix, Tunrhout 1999 (CCSL CXLI)
- Clavis Patrum Latinorum, cur. E. Dekkers - A. Gaar, Steenbrugge 1995, n.1714

Per le altre opere
vedi la voce Bibliografia nelle pagine dedicate (Expositio in Canticum Cantocorum, Homiliae in Ezechielem, Homiliae in Evangelia, Moralia in Iob, Dialogi, Registrum epistolarum, Regula pastoralis, In librum Primum Regum, Libellus responsionum).